# Saint Vincent, Land So Beautiful
Saint Vincent, Land so beautiful è l'inno nazionale di Saint Vincent e Grenadine. Il brano è in lingua inglese ed è stato scritto nel 1967 e adottato come inno nel 1979. Il testo è di Phyllis Joyce McClean Punnett, la musica di Joel Bertram Miguel.

## Testo
| 1 Saint Vincent, Land so beautiful, With joyful hearts we pledge to thee Our loyalty and love and vow To keep you ever free. Coro What e'er the future brings, Our faith will see us through. May peace reign from shore to shore, And God bless and keep us true. 2 Hairoun, Our fair and blessed Isle, Your mountains high, so clear and green, Are home to me, though I may stray, A haven, calm, serene. 3 Our little sister islands are Those gems, the lovely Grenadines, Upon their seas and golden sands The sunshine ever beams. |

## Traduzione
Saint Vincent, terra così bella,
Con il cuore gioioso ci dedichiamo a te
La nostra lealtà, il nostro amore e il voto
Per tenerti sempre libera.
Che cosa ci riserverà il futuro,
La nostra fede ci condurrà in esso.
Possa la pace regnare da una riva all'altra,
E Dio ci benedica e ci tenga nella verità.
Hairoun, nostra fiera e benedetta isola,
Le tue montagne alte, così chiare e verdi,
Sono casa per me, anche se io debba allontanarmi,
Un paradiso, tranquillo, sereno.
Le nostre piccole isole sorelle sono
Queste gemme, la bella Grenadine,
Sui suoi mari e sulle spiagge dorate
Il sole brilla sempre.